# Клиса (Осијек)
Клиса је село у источној Славонији, у саставу градског подручја Осијек, у Осјечко-барањској жупанији, Република Хрватска. Недалеко од насеља се налази путничко-транспортни аеродром.

## Историја
До нове територијалне организације у Хрватској припадала је бившој општини Вуковар.

## Становништво
На попису становништва 2011. године, Клиса је имала 324 становника.

## Попис 1991.
На попису становништва 1991. године, насељено место Клиса је имало 419 становника, следећег националног састава:
| Попис 1991.‍  | Попис 1991.‍  | Попис 1991.‍ | Попис 1991.‍ | Попис 1991.‍ |
| ------------ | ------------ | ----------- | ----------- | ----------- |
|              |              |             |             |             |
| Срби         | Срби         |             | 333         | 79,47%      |
| Хрвати       | Хрвати       |             | 55          | 13,12%      |
| Југословени  | Југословени  |             | 19          | 4,53%       |
| Мађари       | Мађари       |             | 1           | 0,23%       |
| Русини       | Русини       |             | 1           | 0,23%       |
| неопредељени | неопредељени |             | 3           | 0,71%       |
| непознато    | непознато    |             | 7           | 1,67%       |
| укупно: 419  |              |             |             |             |